# Ruppen Pass
Ruppen Pass är ett bergspass i Schweiz.   Det ligger i distriktet Wahlkreis Rheintal och kantonen Sankt Gallen, i den östra delen av landet, 160 km öster om huvudstaden Bern. Ruppen Pass ligger 1 003 meter över havet.
Terrängen runt Ruppen Pass är varierad. Ruppen Pass ligger uppe på en höjd. Runt Ruppen Pass är det ganska tätbefolkat, med 248 invånare per kvadratkilometer.. Närmaste större samhälle är Sankt Gallen, 10,6 km väster om Ruppen Pass. 
Omgivningarna runt Ruppen Pass är en mosaik av jordbruksmark och naturlig växtlighet.